# Jet surf
Pour les articles homonymes, voir Surf (homonymie).
 (août 2023).
Un jet surf ou jetboard ou motosurf ou efoil ou electrofoil est une planche de surf motorisée (avec ou sans foil) de sport nautique de glisse et un sport extrême, variante des motomarine, surf, wakeboard ou wing foil,.

## Histoire
De nombreuses tentatives de motorisation artisanale de prototypes (ou de petites séries) de surfs ont été tentées sans succès avec des petits moteurs à essence depuis les débuts de l'histoire de la surf culture mondiale des années 1930,...

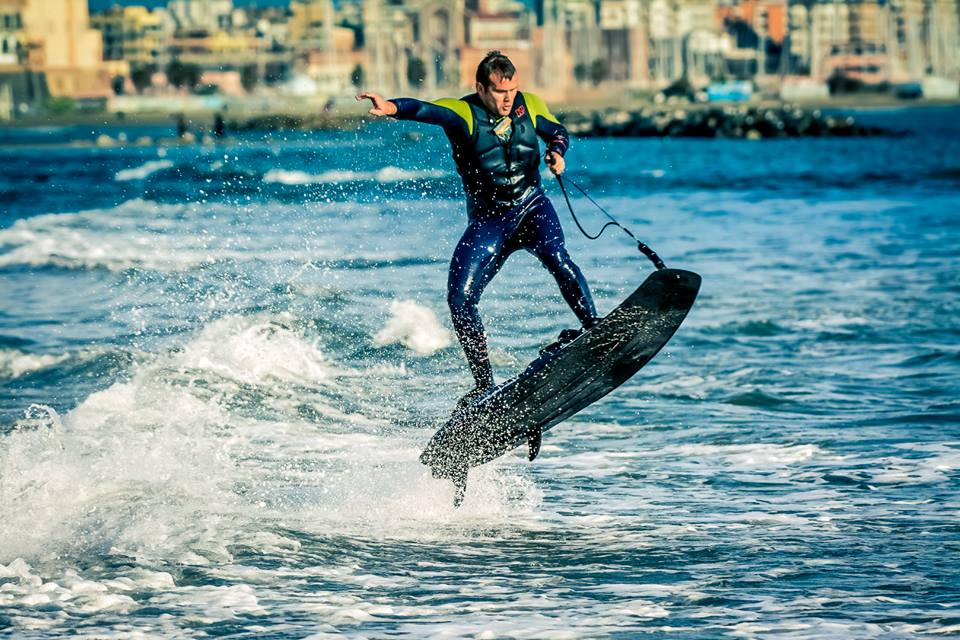
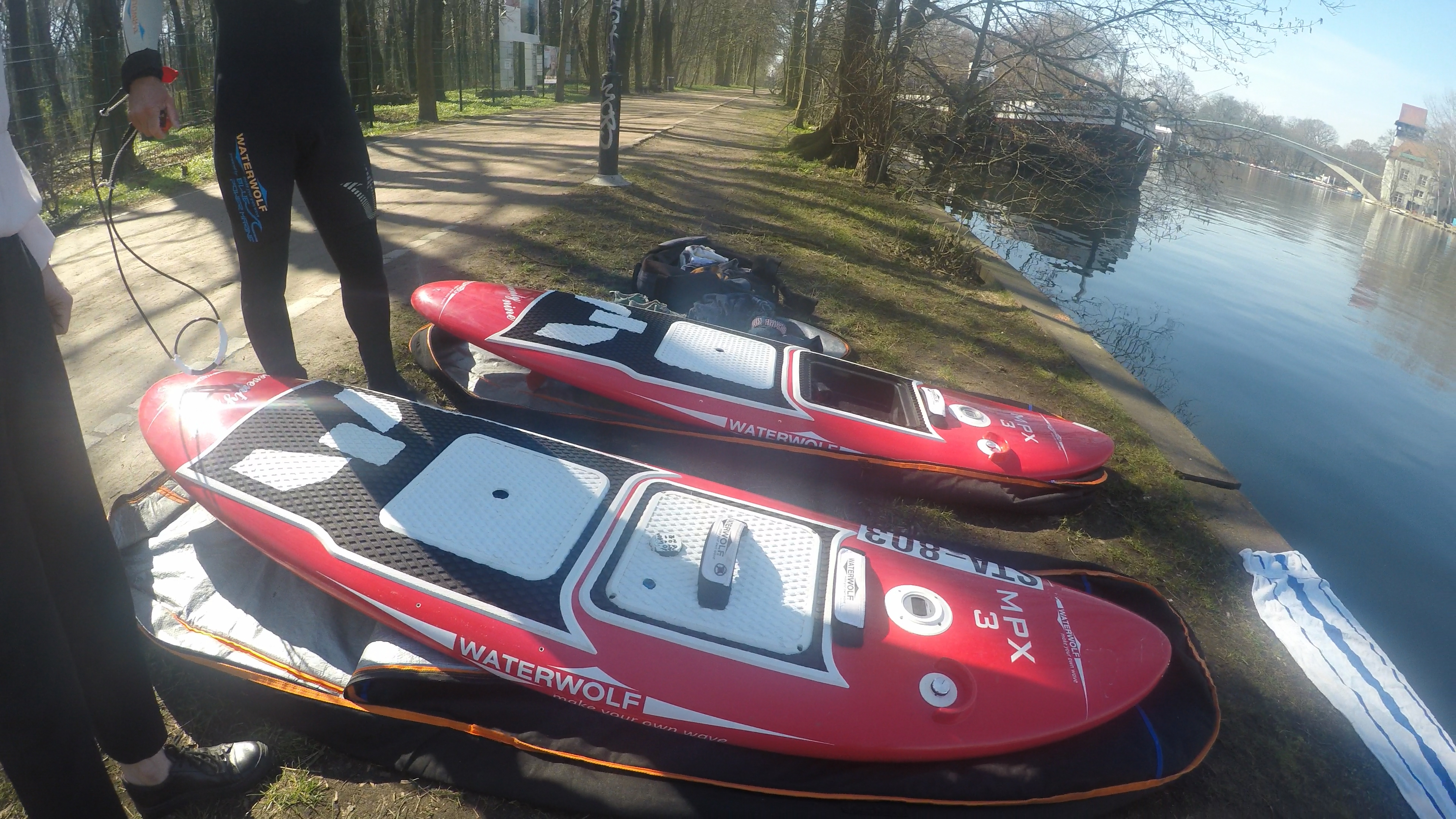

### Jet surf

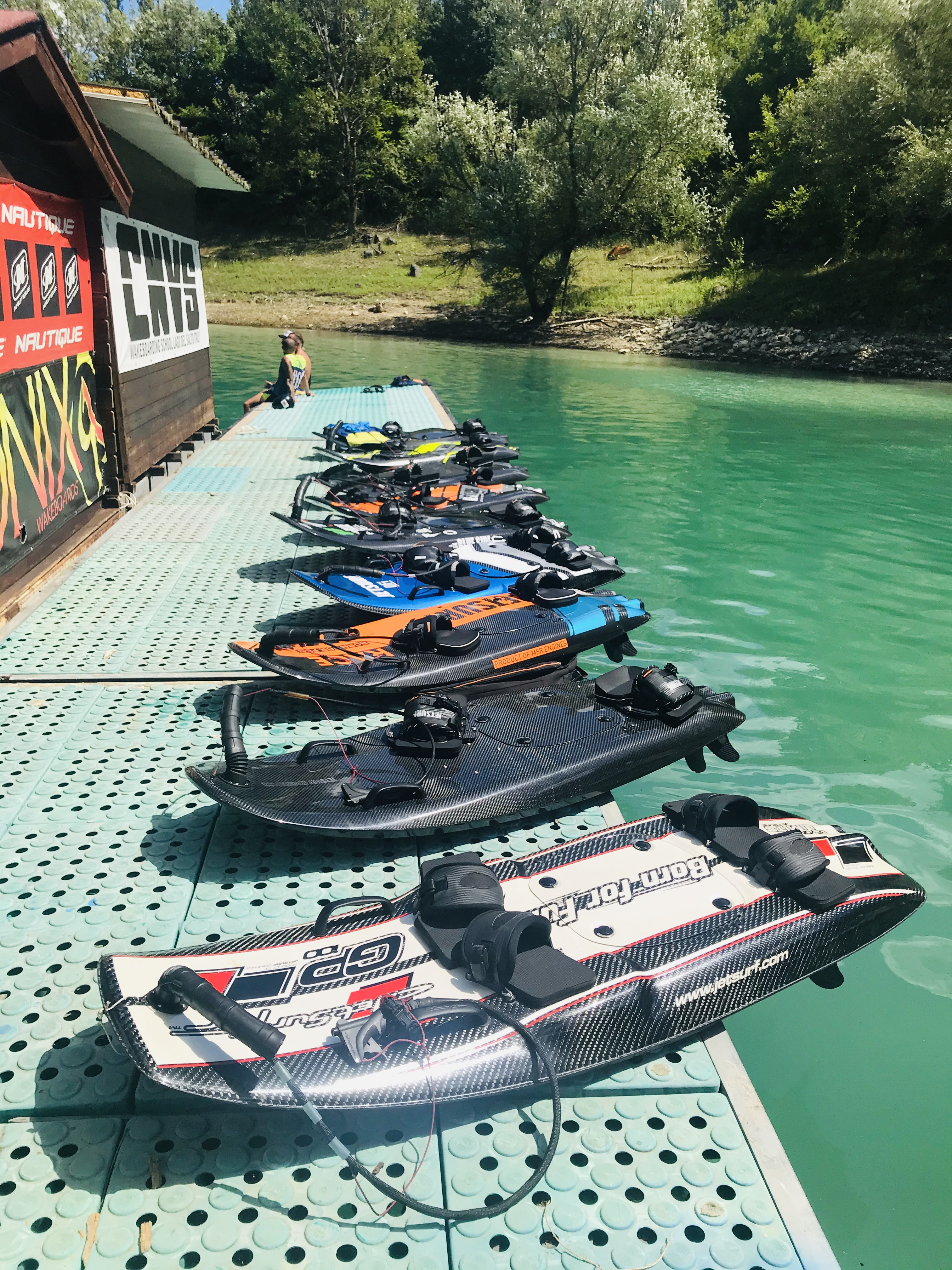
Quelques jetsurfs

Une première planche de surf motorisée fiable est conçue et fabriquée industriellement en 2008, avec la marque Jetsurf de l'ancien ingénieur-designer de Formule 1 Martin Šula, de Brno en République tchèque (puis par de nombreuses autres marques dans le monde) à base de planche de wakeboard à footstraps en fibre de carbone, propulsée par un hydrojet motomarine intégré (à base de moteur essence ou électrique) contrôlée par une poignée d'accélérateur et de sécurité au bout d'un câble de direction qui sert également de point d'appui, pour une vitesse d'environ 60 km/h. 

### E-foil

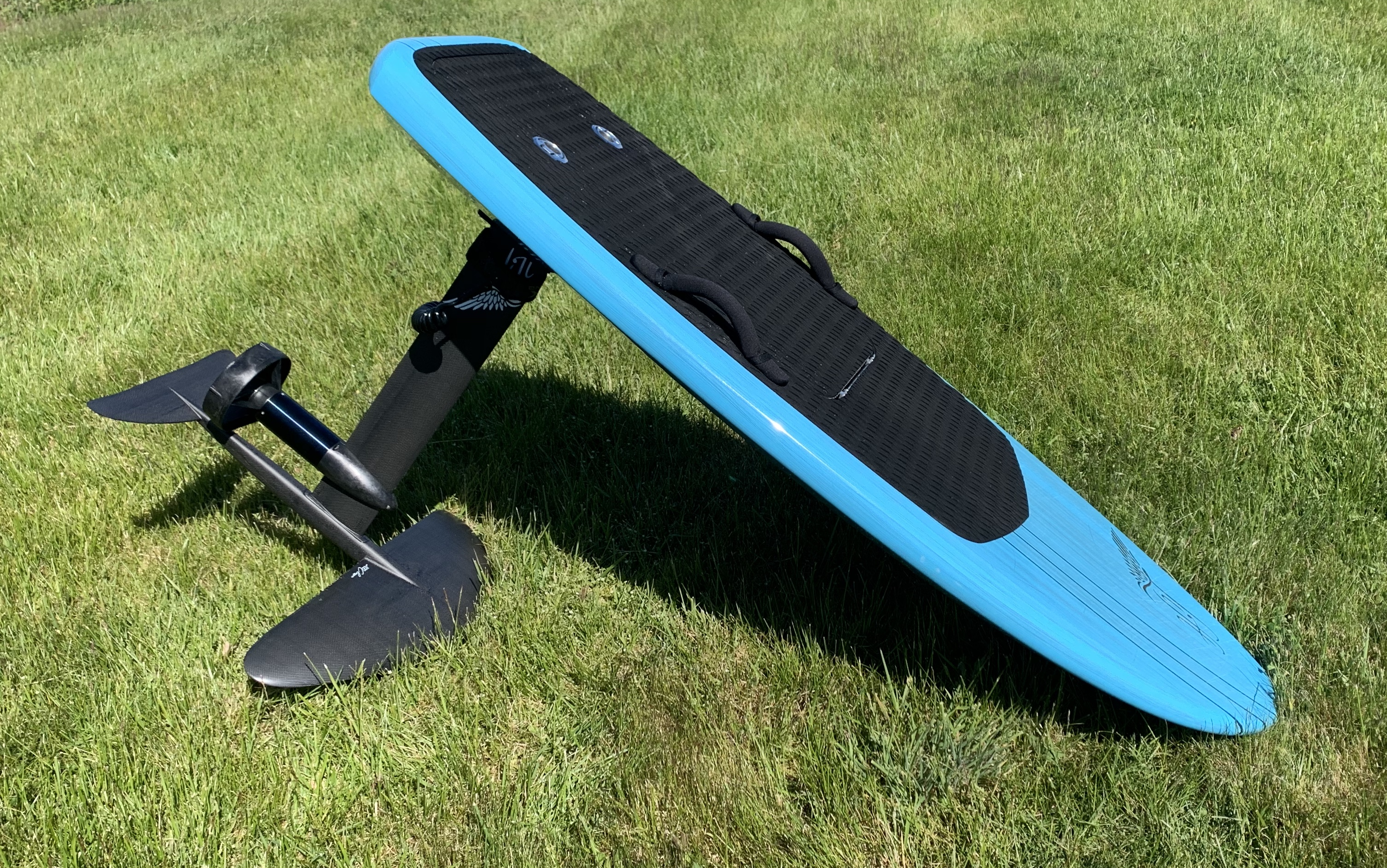
E-foil

Une variante e-foil (ou e-surf ou electrofoil ou foilboard) est créé et fabriquée par de nombreuses marques mondiales depuis des années 2020 à base de surfs à foil (foilboard) propulsés par des moteurs à hélice électriques marins au niveau du foil (variante des IQFOiL et wing foil) et piloté par une manette sans fil tenue dans la main ou attachée au poignet. 

## Compétition
Des championnats du monde de Jetsurf Worldcup et Motosurf Electric Challenge sont organisés depuis les années 2010.